# Aridia compressa
Aridia compressa är en insektsart som först beskrevs av Ball 1909.  Aridia compressa ingår i släktet Aridia och familjen Dictyopharidae. Inga underarter finns listade i Catalogue of Life.